# Niederworth
Niederworth, früher auch Unterworth genannt, ist ein Wohnplatz in der Gemeinde Schalksmühle im Märkischen Kreis im Regierungsbezirk Arnsberg in Nordrhein-Westfalen (Deutschland).

## Lage und Beschreibung
Der Wohnplatz befindet sich im Volmetal flussaufwärts vom Kernort. Die Bahnstrecke Hagen–Dieringhausen verläuft an dem Ortsteil vorbei, die Bundesstraße 54 wurde jenseits des Flusses trassiert.
Nachbarorte sind Niederwippekuhl, Halverscheiderohl, Niederwippekühl, Lauenscheiderohl, Klagebach, Oberklagebach, Waldesruh, Wippekühl, Hermannshöh, Strücken und die Wüstung Worth, sowie auf Lüdenscheider Stadtgebiet Hammerhaus und Linnepermühle.

## Geschichte
Das zunächst dem Kirchspiel Halver angehörige Niederworth wurde erstmals im Jahr 1830 als Unter-Worth urkundlich erwähnt und entstand als ein Abspliss von Worth.
Ab der Preußischen Neuaufnahme von 1892 ist der Ort auf Messtischblättern der TK25 als Unter-Worth oder Unter Worth verzeichnet, ab der Ausgabe 1971 als Nieder-Worth und danach als Niederworth..
Das Gemeindelexikon für die Provinz Westfalen gibt 1885 für Unterworh eine Zahl von zwölf Einwohnern an, die in zwei Wohnhäusern lebten.
Bei Niederworth wurde in einem acht Meter langen Stollen an der Bundesstraße 54 Kupfer abgebaut. Das Bergwerk ist als Schalksmühler Kupferwerk überliefert.
Am 1. Oktober 1912 wurde der Bereich um den Ort aus der Gemeinde Halver ausgegliedert und der neu gegründeten Gemeinde Schalksmühle zugewiesen.